# 沃倫格羅夫 (新澤西州)
沃倫格羅夫（英語：Warren Grove）是位於美國新澤西州海洋縣的非建制地區。

## 歷史
沃倫格羅夫的郵局於1908年設立，其後於1935年停運。

## 地理
沃倫格羅夫所處的海拔為高於海平面30米（即98英呎），而該地所採用的時區為UTC-5，即北美东部时区（EST）。同時該地設有夏令時間，為UTC-5調快一小時，即UTC-4（EDT）。